# الكسندر نيل ماكلين
الكسندر نيل ماكلين هو سياسي كندي، ولد في 12 نوفمبر 1885، وتوفي في 12 مارس 1967. نشط حزبياً في الحزب الليبرالي الكندي. وقد انتخب عضو مجلس الشيوخ الكندي ‏.